# Opció K-95
Opció K-95 és un grup de música català de música oi!, en actiu des de la seva formació a Barcelona el setembre de 1995 fins a l'agost de 2014. D'ençà de l'any 2020, el grup ha realitzat alguns concerts esporàdics.
Les seves cançons tracten temes de política antifeixista i independentista. Originàriament, el grup estava format per Carles Viñas (veu), Daniel (baix), Raül (bateria) i Jordi «Almu», el cantant de Pilseners, a la guitarra. Al poc temps, s'hi afegiren Marc i Lluís com a guitarristes enlloc d'Almu. Després de Mai morirem, el grup va canviar de nou els guitarristes, amb Omar A. i Omar M que completaren la darrera formació.

## Història
El primer concert d'Opció K-95 va ser el 17 de maig de 1996 a l'Hospitalet de Llobregat. El 2010 van realitzar un àlbum i una gira intitulat Reneix, una obra amb ritmes ràpids i lletres reivindicatives.
Després d'anys de silenci, el 13 de juny de 2020 va realitzar un concert a Ullà amb KOP i Kaos Urbano. El 22 de desembre de 2022, per a celebrar el vintè aniversari de la botiga de la Vila de Gràcia Mai Morirem, Opció K-95 va tornar als escenaris acompanyat dels grups Nabat i The Oppressed a la sala Razzmatazz. L'any següent va realitzar un parell d'actuacions més, a La Cabra de Vic amb The Demencials i Rotten XIII, i al concert d'homenatge amb motiu del trentè aniversari de l'assassinat de Guillem Agulló a la sala Paral·lel 62 de Barcelona, amb Xavi Sarrià, Pirat's Sound Sistema i Guineu, entre d'altres.

## Discografia
- Cap oportunitat (1997, Propaganda pel fet!)
- International socialism (EP, 1999, Mad Butcher Records, compartit amb Brigada Flores Magon)
- Mai morirem (2000, Propaganda pel fet!)
- Terra cremada (2004, Bullanga Records)
- S/T (EP, 2009, Fire And Flames Music, compartit amb Brixton Cats)
- Reneix, 2010 (Bullanga Records)[9]